# Intoxicação por arsênico
A intoxicação por arsênico é uma condição médica que ocorre devido aos níveis elevados de arsênico no corpo. Se a intoxicação por arsênico ocorre por um breve período de tempo, os sintomas podem incluir vômito, dor abdominal, encefalopatia, e diarreia aquosa que contém sangue. A exposição a longo prazo pode resultar em engrossamento da pele, pele mais escura , dor abdominal, diarreia, doença cardíaca, dormência e câncer.
As razões mais comuns de exposição a longo prazo é a ingestão de água contaminada. O subsolo muitas vezes se torna contaminado naturalmente; no entanto, a contaminação pode também ocorrer a partir da mineração ou pela agricultura. Pode também ser encontrado no solo e ar. Os níveis recomendados na água são inferiores a 10-50 microgramas por litro (10-50 partes por bilhão). Outras raízes de exposição incluem locais de resíduos tóxicos  e medicamentos tradicionais. A maioria dos casos de intoxicação são acidentais. O arsênico atua alterando a funcionalidade ao redor de 200 enzimas. O diagnóstico é feito por exame de urina, sangue ou cabelo.
A prevenção é a utilização de água que não contenha altos níveis de arsênico. Isso pode ser alcançado pelo uso de filtros especiais ou usando água da chuva. Não há boas evidências que apoiam tratamentos específicos por intoxicação a longo prazo. Para intoxicação aguda o tratamento de desidratação é importante. O acido dimercaptosuccinico(DMSA) ou dimercapto propanossulfônico (DMPS) pode ser usado enquanto dimercaprol (BAL) não é recomendado. A Hemodiálise pode também ser usada.
Através da água potável, mais de 200 milhões de pessoas globalmente estão expostas aos níveis de arsênico superiores ao seguro. As áreas mais afetadas são Bangladesh e a Bengala ocidental. A exposição também é mais comum em pessoas de baixa renda e grupos minoritários. A intoxicação aguda é incomum. A toxidade do arsênico foi descrita desde de 1500 antes de cristo no papiro Ebers.